# برج اليهودية
برج اليهودية هي قرية لبنانية من قرى قضاء الضنية في محافظة الشمال.
المساحة : 211 هكتار 